# 太陽熱発電
太陽熱発電（たいようねつはつでん）とは、太陽光を太陽炉で集光して、汽力発電やスターリングエンジンの熱源として利用する発電方法である。様々な発電方式が存在するものの、いずれも太陽のエネルギーを熱として利用しており、光電効果を利用している太陽光発電とは原理が全く異なる。
太陽熱発電は、太陽の寿命までエネルギー源枯渇の心配が無く、さらに太陽光発電よりも導入費用が安い。その上、太陽熱発電の場合は、蓄熱すれば24時間の発電が可能であるなど、エネルギー密度の低い太陽光のエネルギーを利用するにもかかわらず、施設の大規模化などによって欠点をある程度克服することが可能である。また、燃料を用いないため、燃料を外部から輸送してくるのに都合の良い場所に立地させる必要がなく、燃料費もかからない上に、燃料費高騰の影響を受けず、発電時に燃料の燃焼に伴う二酸化炭素や窒素酸化物も排出しない。
ただし、太陽熱発電所の中には出力安定化などの目的で、補助的に火力発電も併用している施設も見られる。さらには、従来型の火力発電設備に太陽熱発電を組み合わせることで、火力発電の廃熱の有効活用を狙ったISCCSと呼ばれる発電方式も存在する。これらのような燃料も使用する施設においては、当然ながら、燃料の諸問題が依然付きまとう。
なお、太陽熱発電の中にはソーラーアップドラフトタワーのような、太陽熱によって室内の空気を暖めることで、比重が軽くなった空気が上昇することを利用して、煙突内に連続的に発生させた上昇気流で風力発電を行うような方式も含めて考える場合もある。

## 太陽熱発電と太陽光発電の違い
太陽電池で発電を行う太陽光発電とは異なり、太陽熱発電は太陽光をレンズや反射鏡を用いた太陽炉で集光することで、汽力発電の熱源として利用する発電方法である。太陽光がエネルギー源のため、太陽が寿命を迎えるまでの間、すなわち、今後数十億年に亘って資源の枯渇の恐れがない発電方法である。燃料を用いないため、燃料の燃焼に伴う窒素酸化物や硫黄酸化物や二酸化炭素などの発生が無く、燃料費や燃料輸送費や燃料を安全に管理するための費用などが不要であるため運転にかかる費用を低く抑えられ、燃料費高騰によるコスト上昇のリスクもない。そして、高コストな太陽電池を使う太陽光発電に比べて、太陽熱発電で使用する反射鏡の方が製造・保守の面で有利とされる。
また、常に光が当たっていないと発電できない太陽光発電とは異なり、大規模化すると蓄熱により発電量の変動を抑えることが可能であり、夜間でも稼働できる上に、例えばソーラーポンドのように発電以外に、熱自体を利用することも可能である。さらに、太陽電池とは異なり、太陽熱発電は熱源として太陽光を用いているだけなので、ボイラーを併設して火力発電との設備の共用が可能であり、実際に、例えばアルバラド太陽熱発電所やソルノバ太陽熱発電所などのように太陽熱を主な熱源として用いる一方で、出力安定化などのために補助の熱源として燃料を燃焼させる方式をとっている太陽熱発電所も散見される。
それから、太陽電池では直接発生させられる電圧が限られる上に、直流の電流が発生する。太陽電池で発生させた電力をその場で用いるのであれば大きな問題は無いものの、低電圧の直流のままでは長距離の送電に向かないため、送電を行う場合は、直流を交流に変換して、さらに変圧して電圧を上げる必要があり、この変換には当然ながらエネルギーの損失を伴う。これに対して、太陽熱発電は熱源として太陽光のエネルギーを用いているだけなので、従来の汽力発電で用いられてきた大型かつ高電圧の交流発電機が使用可能なので、従来型の大規模な送電網に乗せることにも都合が良いといった利点もある。なお、太陽熱発電は大規模化すると蓄熱して出力を安定化させやすいなど、スケールメリットが効くため、施設を大規模にするのが好ましいわけだが、このスケールメリットを活かすためにも、従来の大規模な送電網は有用である。
ただし、太陽熱発電には欠点もある。太陽電池を用いた発電であれば、日の出後すぐに発電が開始されるのに対して、太陽熱発電では日の出後すぐに出力を上げることは難しい。これは冬期間の昼間が短い、さらには、極夜すらある地球の高緯度地域には致命的な問題で、地球の高緯度地域は太陽熱発電に向かない。また、太陽熱発電の場合は、蓄熱すれば太陽電池とは違って夜間でも稼働できるとは言え、放熱によるエネルギーの損失は避けられない。さらに、昼間に曇天や雨天であると、太陽光が弱くなるなどの理由で、出力が上がりにくくなる。そのため、低緯度から中緯度にかけて、かつ、乾燥地域や山に囲まれた内陸部などの晴天率の高い地域での太陽熱発電所建設が有効である。

## 動向
太陽熱発電に対する注目は、従来、砂漠を持ち、広大な人口密度の低い土地を有する地域で高かった。例えば、アメリカ合衆国やオーストラリアや中華人民共和国などである。しかし、2010年代に入る頃から、スペイン、南アフリカ共和国などでは盛んに太陽熱発電所が作られ、100 MWを超える太陽熱発電所も稼動している。さらに、チリなどでも複数の太陽熱発電所の建設計画が動き出している。また、産油国ですら、2013年にはアラブ首長国連邦にて100 MW級のシャムス太陽熱発電所が稼動を始め、2010年代も終わりに近付くとサウジアラビアやクウェートでも50 MW級の太陽熱発電所が稼動を始めた。この他、多数の人口を抱えるインドでも2010年代に入ってから100 MW級の太陽熱発電所も稼動を始めた。
これに対して、スペインと同程度の緯度の地域を領有しているにもかかわらず日本は遅れている。陸地が限られ利用上の競合が多い日本ではあまり適さない発電方式とされてきたことも原因の1つである。ただ、近年では太陽光発電による1 MW級以上のいわゆるメガソーラー発電所の導入が見込まれる中で、規模的には太陽光発電を上回ることが容易であり、かつ、発電効率・発電コストの点で太陽光発電と同等以上の可能性を持つ太陽熱発電の事業性について、改めてフィジビリティスタディを実施し日本国内における導入可能性を再評価する動きも現れている。一応、日本ではオイルショックによるエネルギー問題を契機に、通商産業省が国家プロジェクトサンシャイン計画を1974年に策定し、その一環として1981年に香川県三豊郡仁尾町（現・三豊市）に「タワー集光式」と「曲面集光式（トラフ式）」の2つの方式の太陽熱発電システムの実証実験施設を建設した過去を持つ。それぞれの方式で１ MW（メガワット）を発電し、世界で初めての太陽光熱発電の実証実験に成功したものの、安定した出力を得られず実用化は困難と判断し、1985年に計画は中止された。この太陽熱発電の実証実験が行われて以来、日本では大規模太陽熱発電の実験は実施されていなかった。それでも2010年には東京工業大学玉浦裕教授の研究チームが山梨県に実験設備を建設する計画を発表した。しかし2019年現在に至っても、日本では商業運転されている太陽熱発電所は皆無である。

## 集光型太陽熱発電
集光型太陽熱発電とは、レンズや鏡や反射板を用いて太陽光を集光し、その熱で水を蒸発させることで蒸気タービンを回転させ発電する発電方式、いわゆる汽力発電である。発電の原理は古典的な火力発電と同じものであるが、熱の発生に燃料の燃焼ではなく太陽熱を利用する。
太陽光を得られない夜間には溶解塩などを用いた蓄熱による熱を利用する他に、燃料を燃焼させて発電する、火力発電とのハイブリッド方式とすることも可能である。

### タワー式太陽熱発電
タワー式太陽熱発電（英: Solar power tower、Central Tower power plants）とは、平面鏡を用いて、中央部に設置されたタワーにある集熱器に太陽光を集中させることで集光し、その熱で発電する発電方式である。中央タワー方式、集中方式などとも呼ばれる。

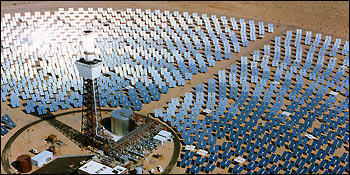
カリフォルニア州、モハーヴェ砂漠のSolar two。

タワー式の施設は、ヘリオスタットと呼ばれる、平面鏡、太陽の動きに追従して鏡の向きを調整する機構、それらを支える枠とで構成される、光を反射する装置と、タワー上部に設置された集熱器、タワー下部の蒸気タービン、発電機、復水器などで構成される。各ヘリオスタットで反射された太陽光が、タワー上部の集熱器を加熱し、そこで加熱された液体（水、オイル、溶融塩など）は、タワー下部に送られ、水を蒸発させて蒸気タービンを回すことにより、発電が行われる。また蓄熱装置を併設して昼間に熱を蓄えておけば、夜間の発電も可能である。

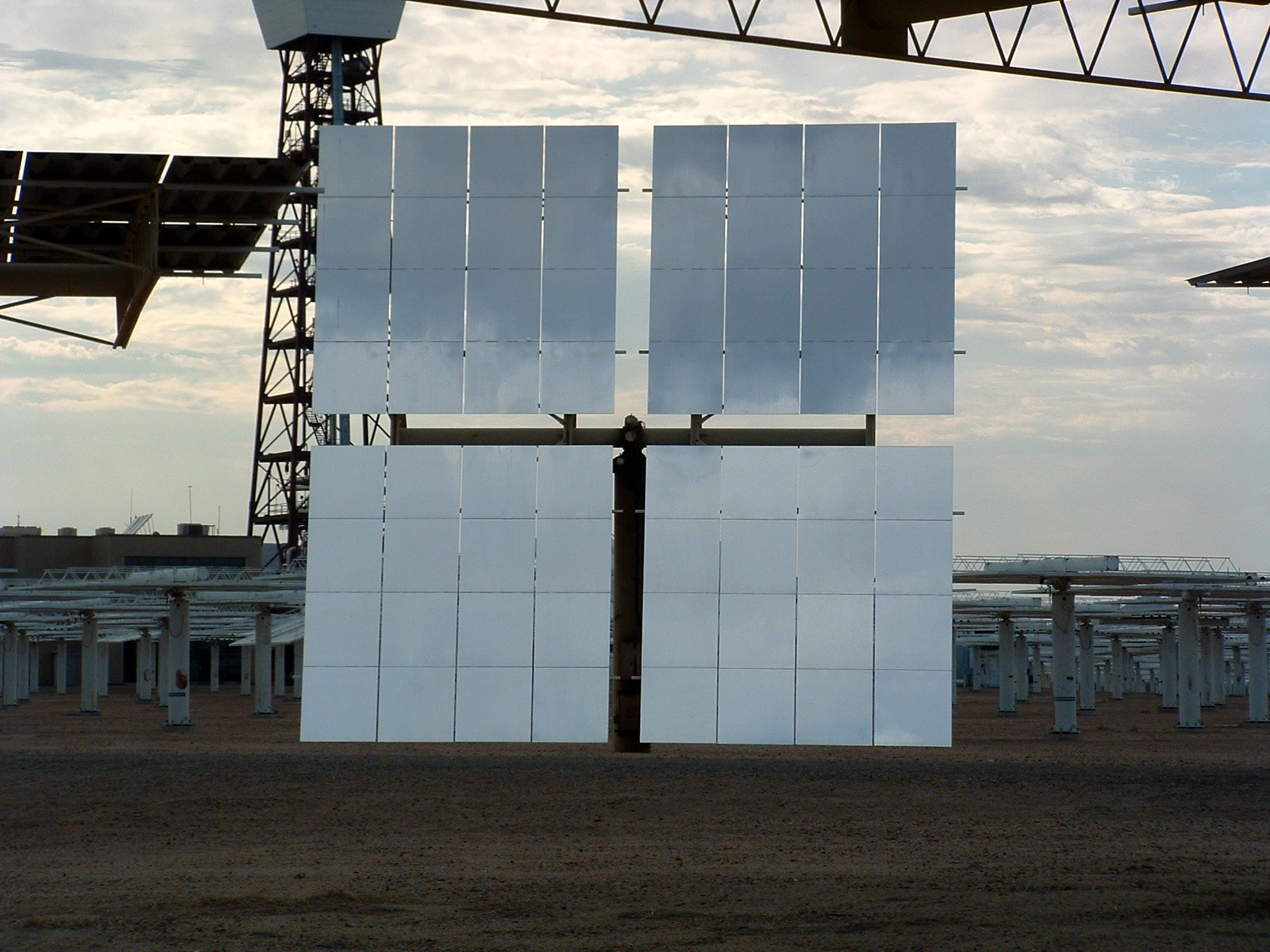
Solar Twoで用いられるヘリオスタット。

タワー式の場合は、数メートル四方の鏡、数百枚から数千枚を用いて集められた太陽光を1箇所に集中させることが出来るため、最高で1000 ℃程度まで加熱することも可能である。汽力発電を高効率で行うには、なるべく高温を達成できた方が良いので、そのためには好都合な方式と言える。
一方で、この方式には欠点もある。まず、この方式ではタワー上部の集光器に太陽光を集中させなければならないわけだが、地球が自転している影響で太陽が動くので、太陽光を集中させ続けるためには、太陽の動きに合わせて鏡を正確に動かし続けなければならず、その動力も用意せねばならない。また、鏡とタワー上部の集光器との間に光を遮るものがあってはならないため、より多くの光を集めるにはタワーを高くしたり、外周部の鏡の設置場所を高い位置にすることなどが必要となり、それに伴って設備費も高くなる。加えて、集光用の鏡は面積が大きく、風の影響を受けやすいため、鏡を動かす必要があるのにもかかわらず、その構造には相応の強度が求められる。さらに、鏡とタワーとの間に距離があるために、ここに鳥が飛来した際に、しばしばその鳥が焼け死ぬといった問題も報告されている。
タワー式太陽熱発電の例・計画
- Solar One,Solar Two - アメリカ合衆国、カリフォルニア州のモハーヴェ砂漠に建設されたタワー式太陽熱発電所。Solar Oneは1982年に設置され、1995年にヘリオスタットの追加や設備の改良を受けて、Solar Twoとなった。出力10 MW。1999年に運転停止。
- Solar Tres - スペイン南部の、アンダルシア州に建設が計画されている。出力15 MW。
- プランタ・ソラール10（PS10） - スペイン南部の、セビリア近郊に建設された。出力11 MW。さらに改良型で出力20 MWのプランタ・ソラール20（PS20）も建設された。いずれも運用中。
- ヘマソラール - スペイン南部の、アンダルシア州・セビリア県・フエンテス・デ・アンダルシーア（スペイン語版）で営業している発電所。出力19.9 MW。
- クレセント・デューンズ・ソーラーエナジー・プロジェクト - アメリカ合衆国ネバダ州トノパーのタワー式太陽熱発電所。2015年9月に操業開始。出力110 MW。
- キ太陽熱発電所 - 南アフリカ共和国に作られた、アフリカで初めてのタワー式太陽熱発電所である[6]。出力50 MW。
- アイバンパー太陽熱発電所（英語版） - アメリカ合衆国カリフォルニア州のタワー式太陽熱発電所。2014年2月操業開始。出力392 MW。

### トラフ式太陽熱発電

集光集熱の仕組み。

トラフ式太陽熱発電（Parabolic trough　雨樋型）とは、曲面鏡を用いて、鏡の前に設置されたパイプに太陽光を集中させ、パイプ内を流れる液体（オイルなどの熱媒体）を加熱し、その熱で発電する発電方式である。パラボリック・トラフ方式、分散方式などとも呼ばれる。
トラフ式は、光を線状に集光する曲面鏡と、その前に延びるパイプ、熱媒を循環させるポンプ、蒸気タービン、発電機、復水器などで構成される。各曲面鏡で反射された太陽光が、鏡の前を横切るパイプを加熱し、そこで加熱された熱媒が蒸気タービンに送られて水を蒸発させ、蒸気タービンを回すことにより、発電が行われる。蓄熱装置を用いて熱を蓄えておけば、夜間の発電も可能である。
このように、熱媒を循環させてきて水を沸騰させて水蒸気に変えるという仕組みであることを利用して、特に夜間や曇天時などに燃料を燃焼させて出力を上げるための装置を併設することも容易なので、補助的に火力による加熱を併用することもできる。

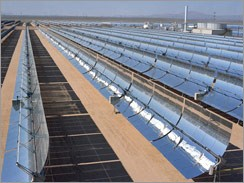
集光集熱装置

タワー式太陽熱発電と比較すると、トラフ式は各鏡において線状に集光し、パイプを流れる液体で集めた熱エネルギーを運搬するという形を取るので、高温の液体が移動する距離が長くなるために熱損失が多くなりがちであり、得られる温度は400 ℃程度が限度である。温度の低い水蒸気はエネルギーが低いため、比較的低い温度であっても、効率的に発電できる蒸気タービンの開発なども求められている。
これに対して、タワー式とは異なり、タワーの頭頂部に光を集中させる必要が無く、鏡を単純に並べることが出来るために、大規模な施設の建設が容易であるという利点を持つ。なお、太陽熱発電所は砂漠地帯に建設されることも多いわけだが、トラフ式は砂嵐などで多くの砂埃が飛来するような場所では、太陽光を集める効率が落ちやすい。ただし、この欠点に関しては、トラフ式が単純に鏡を並べてゆけば良いという特長を持っているために、より多くの鏡を設置することによって、ある程度克服できる。
トラフ式太陽熱発電の例・計画
- Solar Energy Generating Systems （SEGS）- アメリカ合衆国カリフォルニア州のモハーヴェ砂漠に建設された9基の太陽熱発電所。SEGS I　は1985年に運転開始。SEGS IX の運転開始は1991年。天然ガスによる火力発電を併用しており、合計出力約350 MW。天然ガスの燃焼による発電は、全体のおよそ25%である。
- Nevada Solar One - アメリカ合衆国ネバダ州に2007年に建設された。カリフォルニアのSolar Oneと関係は無い。出力64 MW。
- エストゥレソル太陽熱発電所 - スペインに2009年に建設された。出力150 MW。
- シャムス太陽熱発電所 - アラブ首長国連邦で2013年3月に運転が開始された。出力100 MW。
- Solana Generating Station - アメリカ合衆国アリゾナ州で2013年10月に運転が開始された。出力280 MW。
- カス太陽熱発電所 - 南アフリカ共和国で2019年1月に運転が開始された。出力100 MW。

#### Andasol

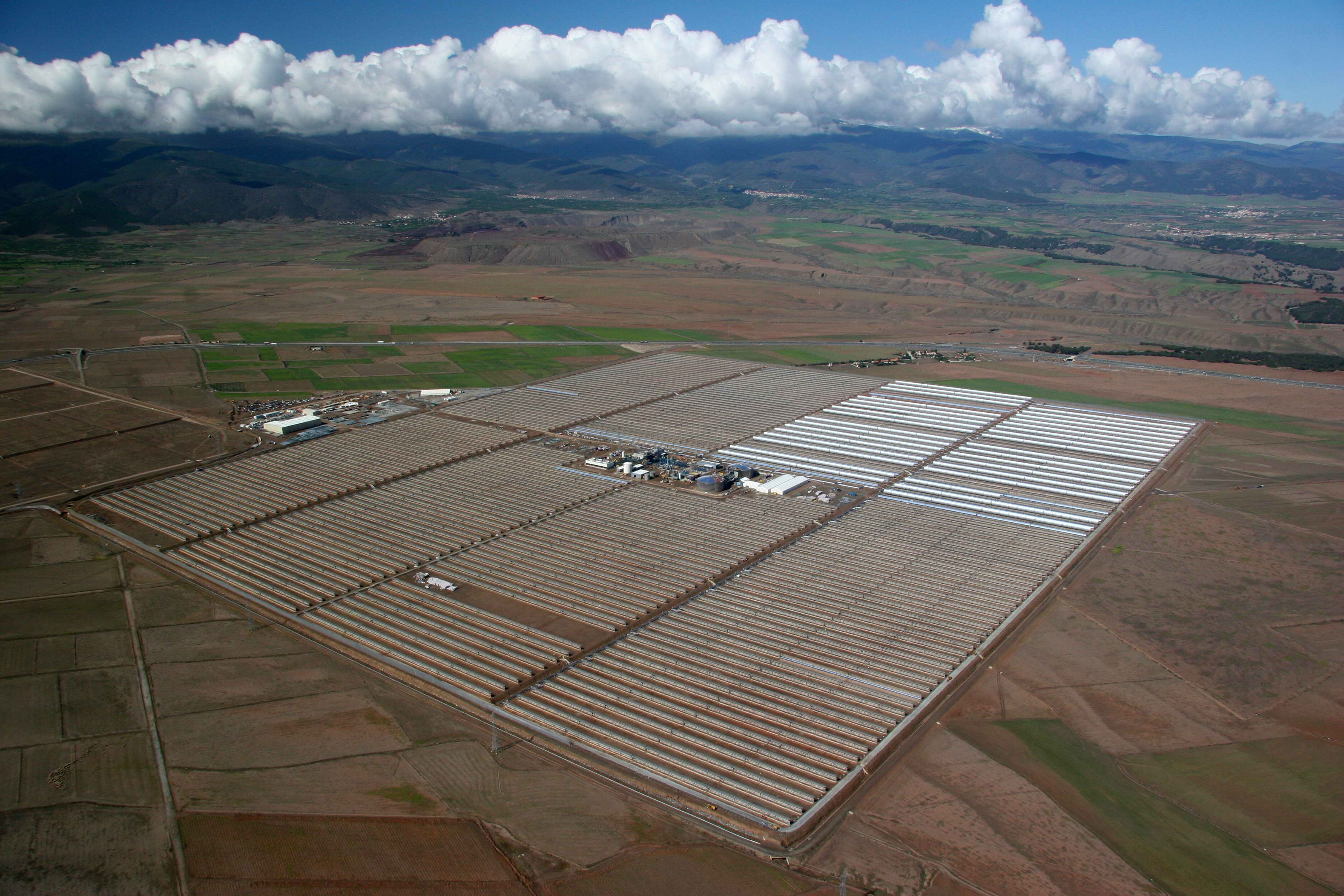
発電施設

Andasol 太陽発電所はスペインのグラナダのGuadix近くのヨーロッパ初のトラフ型太陽発電所である。
Andasolはヨーロッパ初のトラフ式太陽発電所でAndasol 1は2009年3月から稼動している。高度1100 mの高地に設置され、砂漠気候のおかげで年間日射量は2200 kWh/m²である。 どちらの発電施設も発電出力は50 メガワット(MWe)で年間約180 (GW·h)(1年あたり21 MW)である。それぞれの集光器の面積は51 ヘクタール(サッカーの競技場70面に等しい)。 敷地面積は約200 ha。
Andasolは日中の熱を硝酸ナトリウム60%と硝酸カリウム40%の混合溶融塩に蓄熱する。夜や曇天時にはこの熱でタービンを駆動して発電する。これにより年間の発電時間は倍になる。蓄熱量は1010 MW·hの熱で夜間や雨天時にタービンを約7.5 時間全力運転することが可能である。蓄熱装置はそれぞれ全高14 m、直径36 mの溶融塩を貯めたタンク2基で構成されている。Andasol 1は電力を最大200,000人に供給できる。
Andasol 1の建設費は約300百万ユーロ(380百万米ドル)である 。開発会社によるとAndasolの1 kW･h当たりの発電コストは0.271ユーロを見込んでいる。  熱エネルギー貯蔵コストは1 kW･h当たり50米ドルで アメリカの国立再生可能エネルギー研究所 (NREL)のGreg Glatzmaierによると Andasolの総費用の約5%である。スペインでは太陽熱発電の電力は固定価格買い取り制度によって1 kW･h当たり0.27ユーロで25年間買い取られる。
Andasol発電所はスペインの電力網が夏季に空調設備の稼動によって電力需要が頂点に達する時に助ける。 Andasolからの電力供給は日中で、午後に最大出力に達するので電力需要に応じやすい。
Andasol 1とAndasol 2の開発にはソーラーミレニアムとACSが関わった。計画後、設計、建設は両者が分担した。 Andasol 3はソーラーミレニアムとMAN Ferrostaalの事業体が開発した。Marquesado Solar SLは投資事業体でAndasol 3の取りまとめと運営を行う

。

#### アルキメデスプラント
アルキメデスプラントとは、イタリアのENEAとArchimede Solar Energy社の技術を用いて、シチリア島のシラクサ近くで2010年7月に運用を開始した発電能力4.9 MWeのトラフ式太陽熱発電実証実験プラントでENEL社が保有、運用している。このプラントの特徴は集熱パイプ内に流す熱移動媒体としてオイルの代わりに蓄熱材として用いる硝酸ナトリウム(60%)-硝酸カリウム(40%)の混合溶融塩を流す事である。この結果、(1)オイルでは390 ℃あった熱移動媒体温度を550 ℃まで上げることで、発電効率を高くできる。(2)媒体温度が高いので高発電効率のコンバインドサイクル発電を利用する事が可能となる。(3)熱移動媒体と蓄熱材が同じであるので、両者間の熱交換機が不要でこれにより建設コストを低減できると共に、日々の運用時間を長くすることができる。このプラントは鏡面積3万 m2の放物面鏡と5400 mの集熱パイプで構成され、1年間の二酸化炭素排出量を3250 トン削減できる。

ENEL社によると、このアルキメデスという名称は、第2次ポエニ戦争の時にアルキメデスがシラクサを包囲したローマの軍船に太陽光を集光させ、その熱で火災を起こさせて撃退したとの説話に因んで命名したとのことである。

### ISCCS
従来型の火力発電と同時に太陽熱発電も行うことで、火力発電の排熱を有効利用する方式もあり、このような、従来の火力発電に太陽熱発電を結合したものは、ISCCS（Integrated Solar Combined Cycle System）と呼ばれる。
例えば、天然ガスを用いてガスタービンを回して火力発電を行い、このガスタービンの排気ガスの熱に、太陽熱とを合わせて水を沸騰させて高温高圧の水蒸気を作り、この水蒸気を蒸気タービンに送り込むことによって汽力発電も行うといった方法である。

### ディッシュ式太陽熱発電

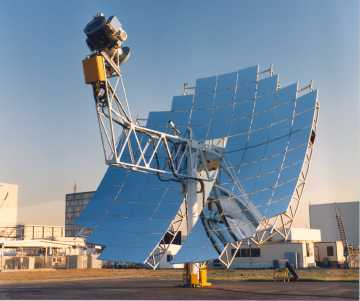
アメリカのモハベ砂漠に設置されたサンディア・スターリングエネルギーシステム社のSolar Stirling engines。1基あたり150 kWの発電能力を持つ。

ディッシュ式太陽熱発電(parabolic dish,dish/engine system　皿型)とは、放物曲面状の鏡を用いて、鏡の前に設置されたスターリングエンジンなどに太陽光を集中させ、発電する発電方式である。つまり、パラボラアンテナと同様の形状である。ディッシュ/スターリング方式などとも呼ばれる。他の方式と比較すると、単体で機能する小型のシステムであり、必要となる土地面積も少なくて済むため、移動用の発電装置や送電が商業的に困難な離島や山間部といった地域での電力供給方法としても期待されている。導入コストは高いものの、高いエネルギー効率が期待できるため現在開発が進められている。2008年にアメリカのサンディア・スターリングエネルギーシステム社は、総合発電効率31.25％を達成したと発表した。
また、アメリカ合衆国のスタンフォード大学ではPETE(英語: Photon Enhanced Thermionic Emission)と呼ばれる光電効果と熱電子放出の相乗効果を組み合わせた熱電変換素子を開発した。この素子は理論上、60%の変換効率が得られる。ディッシュ式太陽熱発電機でスターリングエンジンの代わりにこの素子を取り付けて発電する装置を開発中で、予備的な試算では45％の変換効率になるとの結果が得られた。

## 利用形態

### 系統連系
太陽熱発電では光エネルギーを蓄熱し夜間の発電を行う事が可能であるものの、アメリカ合衆国の国立再生可能エネルギー研究所（NREL）では、この機能を利用して電力網の負荷平準化機能を持たせることによって、太陽エネルギーの利用拡大を進めることができるとする報告をまとめた。この報告によると、再生可能エネルギーを大量導入して電力網に接続する場合、出力変動などの影響が大きくなり、系統電力が不安定化するという問題がある。特に、4月から5月にかけては、日射量が多くなり太陽光発電量が増える割に電力需要はそれほど上がらないため、電力の過剰供給が起こる可能性がある。これを避けて電力網のバランスを保つため、太陽光発電に対して出力抑制を加えたり、蓄電システムによる電力貯蔵を行うなど、何らかの負荷平準化が必要になる。NRELの研究者Paul DenholmとMark Mehosは蓄電システムとして太陽熱発電の蓄熱設備を用いる場合のシミュレーションを行った。シミュレーションの条件として太陽光発電が全電力の15％、エネルギー貯蔵機能のある太陽熱発電が10％を供給するとした場合、太陽熱発電が設置されない時太陽光発電の出力は年間５％抑制されたが、設置される場合は年間２％に低下する事が明らかになった。

## ソーラーアップドラフトタワー

ソーラーアップドラフトタワーの構造。

ソーラーアップドラフトタワー（英語：Solar updraft tower）は、ソーラーチムニー（solar chimney)、ソーラー上昇気流タワーなどとも呼ばれる。太陽熱によって暖められた空気の上昇による気流の風力を利用して発電する。したがって、蒸気タービンを回して発電する発電方式を取った太陽熱発電とは全く異なる原理のシステムである。ソーラーアップドラフトタワーの発電の仕組みは、風力発電と類似のものである。大気の加熱による上昇気流を用いるため、蓄熱により夜間も含めた24時間の発電が可能である。
構造は、温室に煙突を取り付けたものである。中央部に向け少しずつ高くなっていく円形の温室を持ち、内部の空気は太陽光によって暖められて膨張し、軽くなった空気が屋根に沿うように上昇し、中央の煙突から上空へと排出される。この時の気流を煙突内のタービンが受けて回転し発電が行われる。
ソーラーアップドラフトタワーの発電力は、太陽光の強さ、温室部分の大きさと煙突の高さによって決められる。上空ほど気圧が低いため有利であるものの、太陽光の強さを一定と仮定すると、より広大な土地とより高いタワーの建設がより効率的で大きな発電につながる。高層になるほどタワーの建設に費用がかかるものの、燃料が不要なため運転にかかるコストは低く抑えられる。
ソーラーアップドラフトタワーのプロトタイプは、1980年代初頭にスペインで建てられたものである。このソーラーアップドラフトタワーは、およそ195メートルの高さと4万平方メートルを超える集光面積を持ち、最大50 kW程の出力を得ていた。8年間発電を行い、1989年に閉鎖された。
ソーラーアップドラフトタワーの計画
- ソーラータワー

オーストラリアでエンバイロミッション社（EnviroMission Ltd.）によって計画されている大型のソーラーアップドラフトタワー。
約100 km² にわたる敷地に高さ1000 mのタワーで、200 MWの発電能力を計画した。しかし資金調達に失敗し、2010年にアメリカ合衆国アリゾナ州での建設計画に変更された。尚、ソーラータワーはエンバイロミッション社の商標である。

## 主な太陽熱発電所の一覧
英語版ウィキペディアのen:List_of_solar_thermal_power_stationsを参照の事。